# Andriy Paroubiy
Andriy Volodymyrovytch Paroubiy (ukrainien : Андрій Володимирович Парубій), né le 31 janvier 1971 à Tchervonohrad, est un homme d'État ukrainien.
En 1991, il fonde le Parti social-nationaliste d’Ukraine, qu’il quitte lorsqu’il devient « Svoboda », en 2004. Il adhère ensuite à Notre Ukraine, à l’Union panukrainienne « Patrie » puis au Front populaire.
Il est en 2014 secrétaire du Conseil de sécurité nationale et de la défense d'Ukraine. En 2016, il est élu président de la Rada.

## Biographie
Sous le régime soviétique, il milite en faveur de l’indépendance de l'Ukraine. Il est notamment arrêté lors de la tenue d'un rassemblement illégal en 1988.
En 1991, il fonde un mouvement d'extrême droite, le Parti social-national d'Ukraine, avec notamment Oleh Tyahnybok. Il participe activement à la révolution orange en 2004 et adhère à Notre Ukraine (centre droit) de Viktor Iouchtchenko.
Aux élections parlementaires de 2007, il est élu à la Rada, le Parlement ukrainien, sous les couleurs du Bloc Notre Ukraine. Membre du conseil politique de Notre Ukraine, il quitte le parti en février 2012, invoquant des « divergences de point de vue »,. Il est réélu la même année à la Rada sur la liste de l’Union panukrainienne « Patrie » soutenue par Ioulia Tymochenko.
Durant l'Euromaïdan, en 2013–2014, Andry Parouby est commandant et coordinateur des « corps volontaires de sécurité » dans les manifestations,. À la suite de ces évènements, il est nommé le 27 février 2014 secrétaire du Conseil de défense et de sécurité nationale d'Ukraine. Son adjoint est le chef de l'organisation Secteur droit, Dmytro Iaroch. Il travaille notamment dans le cadre de la guerre du Donbass. Le 7 août 2014, il annonce sa démission.
Il quitte dans le même temps « Patrie » pour le Front populaire d’Arseni Iatseniouk, et devient vice-président de la Rada après les élections législatives anticipées. Le 14 avril 2016, il devient président de l’assemblée, succédant à Volodymyr Hroïsman, nommé à la tête du gouvernement.